# Piotr Dżewzinow
Piotr Dżewzinow, ros. Пётр Джевзинов (ur. 16 listopada 1909 r. w stanicy Nowo-Aleksiejewskaja, zm. w styczniu 1973 r. w USA) – emigracyjny kałmucki działacz narodowy, skarbnik Kałmuckiego Komitetu Narodowego podczas II wojny światowej
Jego rodzina po wybuchu rewolucji październikowej 1917 r. w Rosji, wyjechała do Czechosłowacji. W 1928 r. P. Dżewzinow ukończył rosyjskie gimnazjum realne w Pradze. W latach 30. był właścicielem gospodarstwa ziemskiego. Po ataku wojsk niemieckich na ZSRR 22 czerwca 1941 r., przybył do Berlina, gdzie od wiosny 1943 r. pełnił funkcję skarbnika w Kałmuckim Komitecie Narodowym. Po zakończeniu wojny wyemigrował do USA. Działał w emigracyjnych organizacjach kałmuckich. W 1968 r. napisał książkę pt. "Donskije kałmyki-kazaki w bor'bie z bolszewizmom w 1917-1920 gg." ("Донские калмыки-казаки в борьбе с большевизмом в 1917-1920 гг.").